# Cyathea medullaris
Cyathea medullaris, popularmente conocido como el árbol helecho negro, es una especie de helecho arborescente endémico de Nueva Zelanda. Se le llama mamaku, katātā, kōrau, or pītau en el idioma maorí. Se trata de una especie perennifolia.